# Morne Piquet
Morne Piquet är ett berg i Martinique. Det ligger i den västra delen av Martinique, 11 km norr om huvudstaden Fort-de-France. Toppen på Morne Piquet är 1 159 meter över havet. Det är en av topparna i bergsmassivet Pitons du Carbet.